# Rømø
Bản mẫu:Geobox Settlement

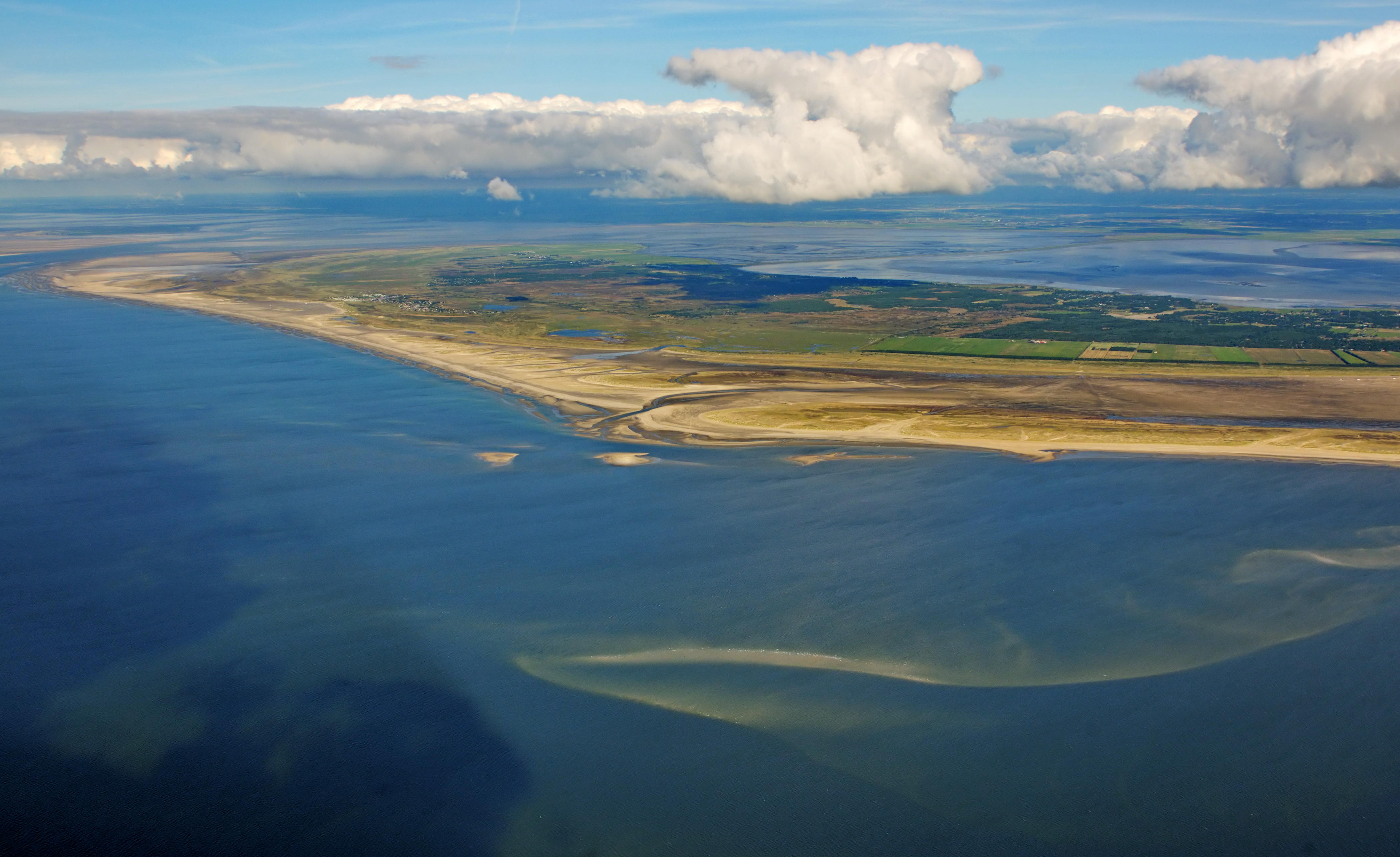
Rømø

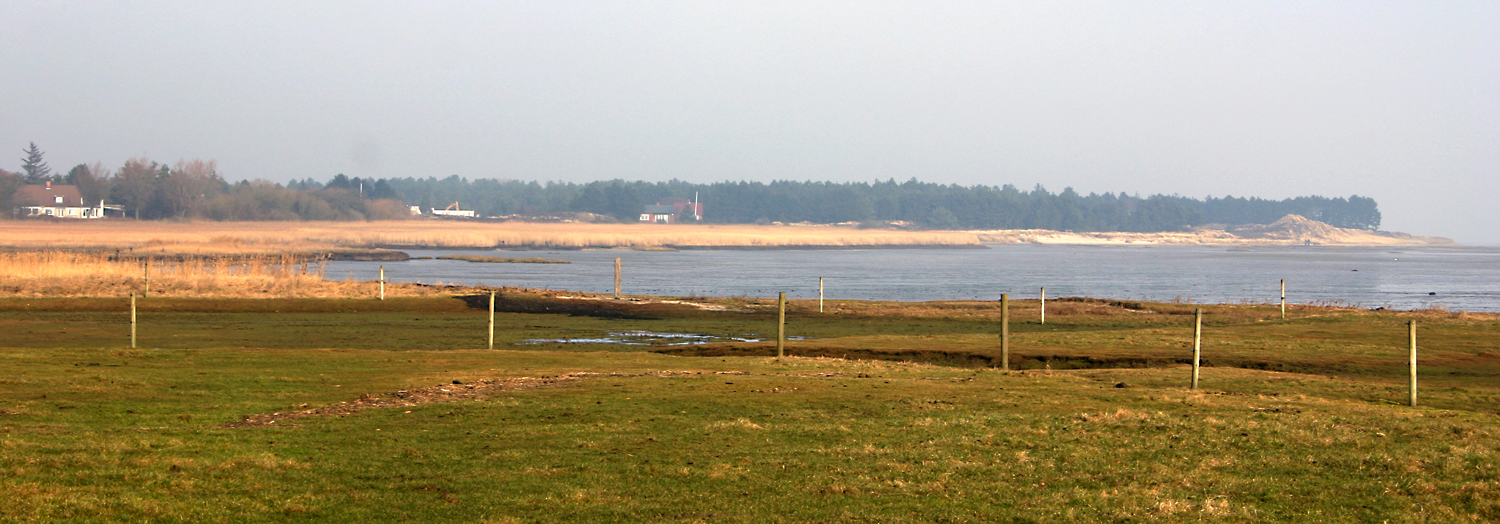
Cảnh Rømø và Vùng biển lội.

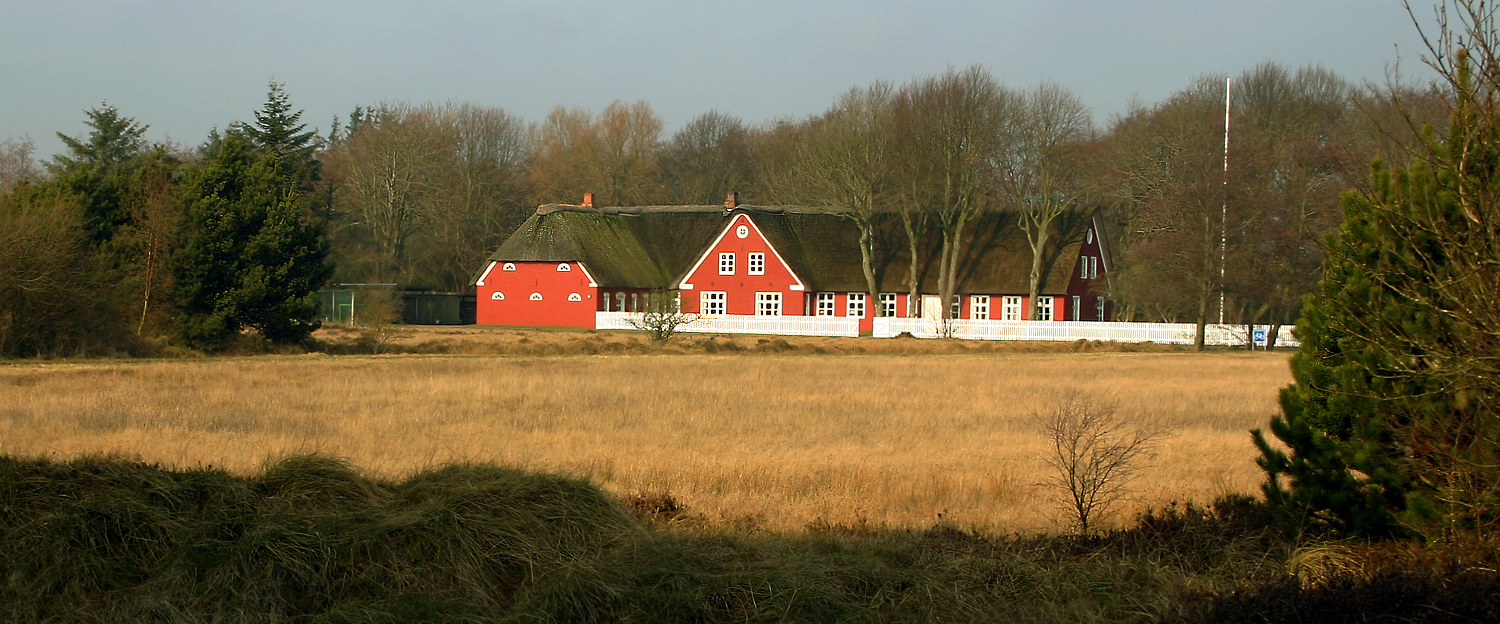
Nhà trên đảo Rømø

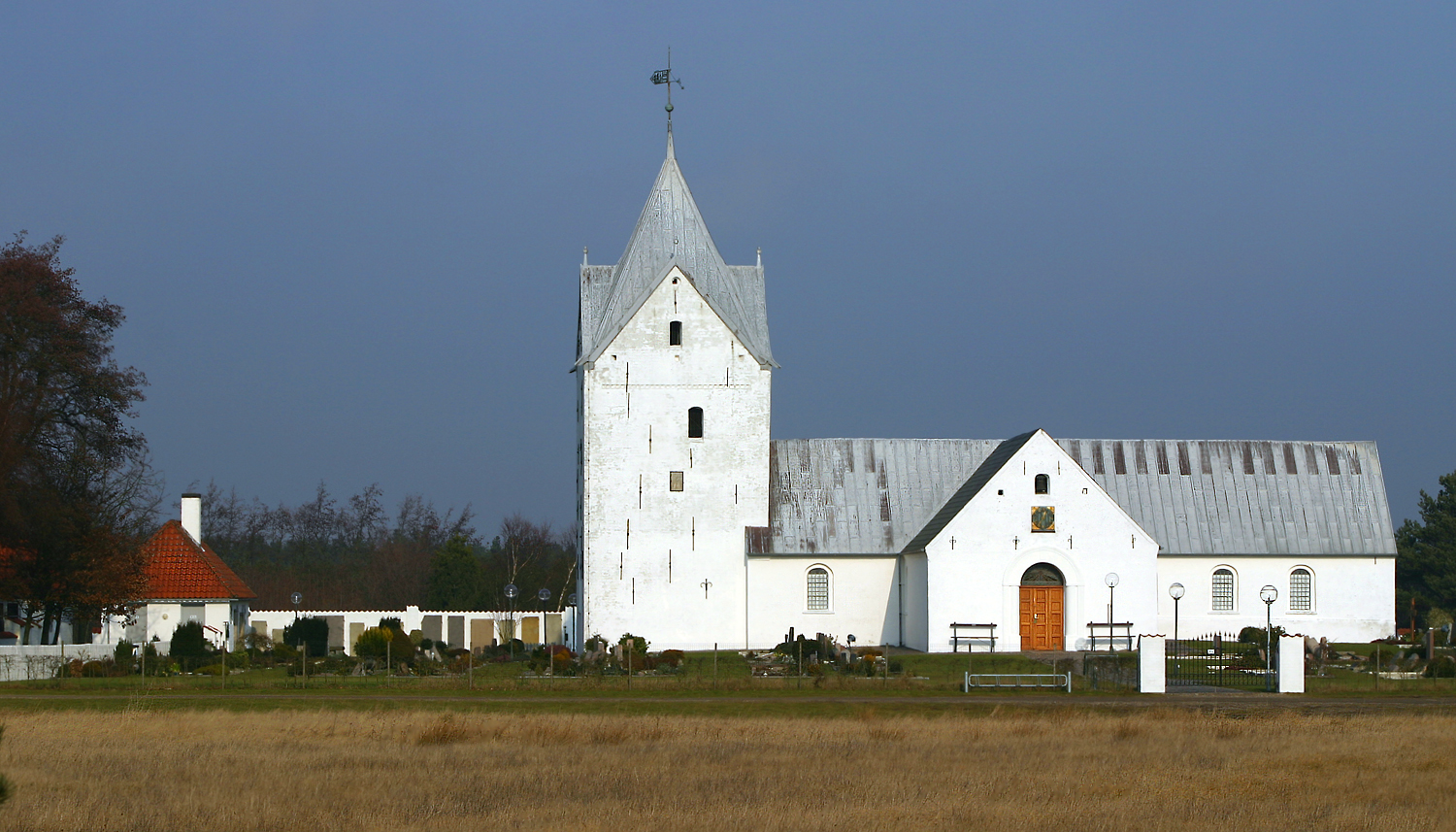
Nhà thờ Thánh Clemens ở Rømø

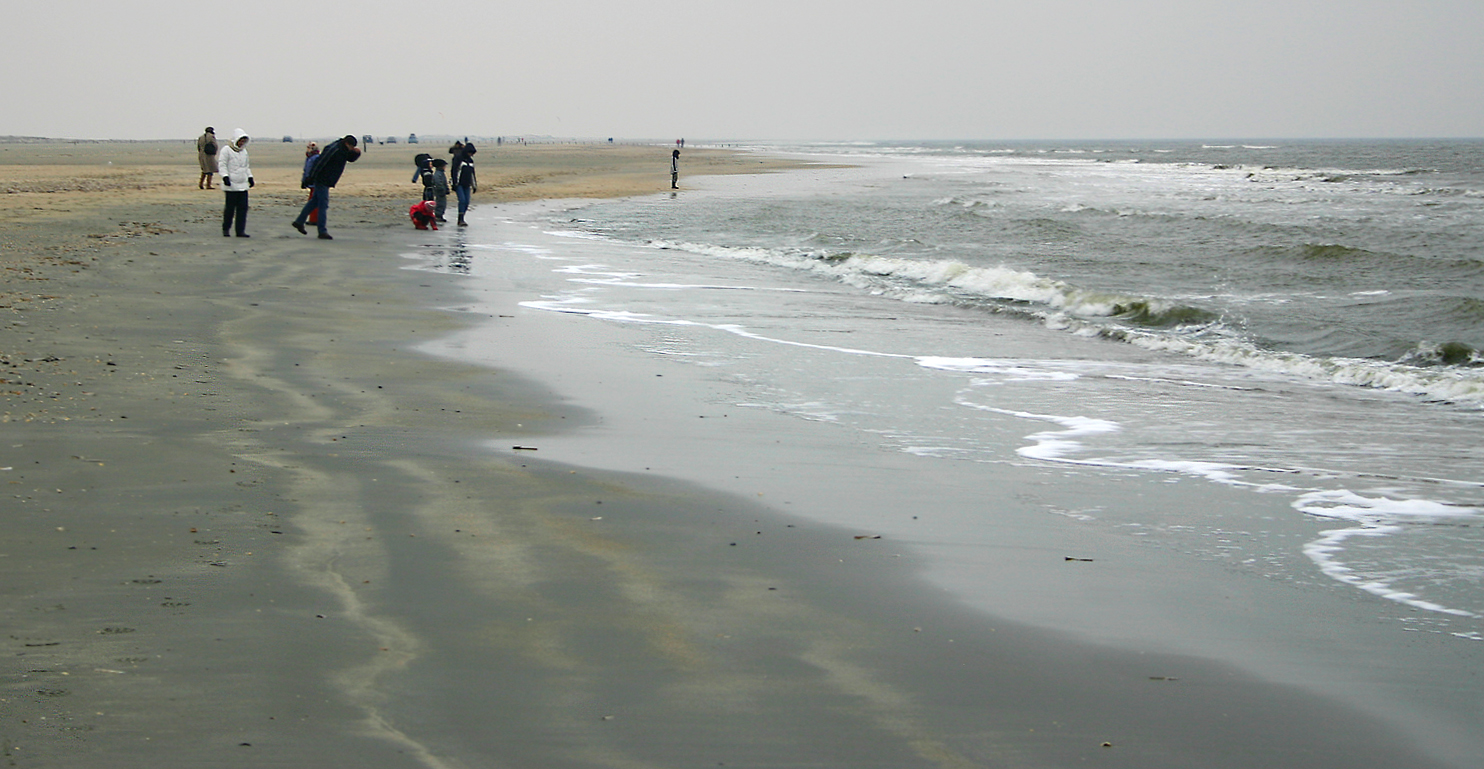
Bãi biển Rømø

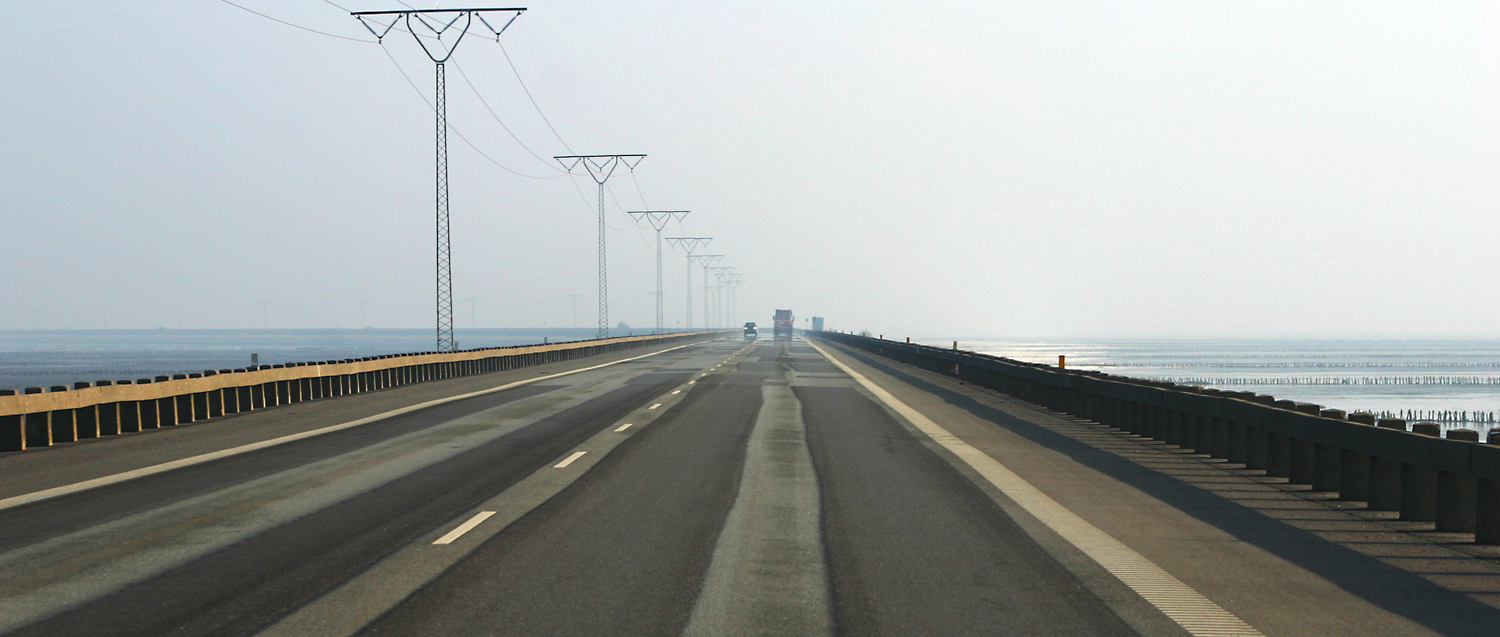
Đường đê tới Rømø

Rømø (tiếng Đức: Röm) là 1 đảo của Đan Mạch trong Vùng biển lội (Wadden sea), ở Bắc Hải, cách bờ phía tây nam bán đảo Jutland gần 10 km. Rømø nối giao thông với Jutland bằng 1 đường đê dài 9,2 km được xây dựng từ năm 1939 - 1948. Rømø cũng nối giao thông với đảo lân cận Sylt của Đức cách đó 3 km về phía nam bằng tàu phà. Đảo có diện tích là 129 km² với 850 cư dân. Gần 90% diện tích đảo là khu thiên nhiên, phần lớn thuộc sở hữu quốc gia,trong đó 1.700 ha được bảo tồn. Rømø có các bãi biển rất đẹp, thu hút nhiều ngàn du khách, nhất là trong mùa hè với lễ hội thả diều trên bãi biển và lễ hội nhạc jazz.

## Các thành phố
Rømø có 2 thành phố là Lakolk và Havneby. Havneby là thành phố lớn hơn, trong khi thành phố Lakolk là thành phố du lịch, nhỏ hơn và có nhiều nhà nghỉ hè.
Về lịch sử, từ năm 1864 tới 1920, Rømø thuộc vùng Schleswig-Holstein của Đức, sau năm 1920 trở về thuộc chủ quyền Đan Mạch.
Về hành chính, trước kia Rømø thuộc thị xã Skærbæk, nhưng sau cuộc cải cách hành chính năm 2007 thì Rømø thuộc thị xã Tønder.

## Các nhà bảo tàng
Trước kia Rømø có 3 nhà bảo tàng khá lớn, ngày nay chỉ còn 2. Nhà bảo tàng Kommandørgården xây dựng năm 1748, được biết đến nhiều, nay thuộc Viện bảo tàng quốc gia. Nhà bảo tàng thứ hai là Naturcenter Tønnisgård. Nhà bảo tàng thứ ba là Danmarks mekaniske dukkemuseum, nay đã bị phá sập.